# Bunești-Averești
Buneşti-Avereşti é uma comuna romena localizada no distrito de Vaslui, na região de Moldávia. A comuna possui uma área de 66.57 km² e sua população era de 2863 habitantes segundo o censo de 2007.